# Sanç VII de Navarra
Sanç VII dit “el Fort” (c. 1170 - Tudela, 1234) fou rei de Navarra (1194 - 1234).

## Família
Fill i successor de Sanç VI el Savi, de la dinastia Ximena, i de Sança de Castella. Fou el germà gran de Berenguera de Navarra, casada amb Ricard Cor de Lleó, i de Blanca de Navarra, casada amb Teobald III de Xampanya. Vers el 1195 es casà amb Constança de Tolosa, filla de Ramon VI de Tolosa i de la seva segona esposa Beatriu de Carcassona. D'aquesta unió no hi hagué fills.

## Vida política
Va continuar amb les relacions que el seu pare havia establert amb Castella i, sobretot, amb Aragó. Va intentar ajudar Alfons VIII de Castella a la batalla d'Alarcos el 1195, però va arribar tard, cosa que va disgustar el rei castellà i va originar un enfrontament. Sanç el Fort va devastar Sòria i Almazán, i el rei de Castella es va veure obligat a demanar la Pau de Tarazona el 1196.
Els reis de Castella i d'Aragó van envair Navarra a la primavera del 1198 d'acord al establert en el tractat de Calataiud del 20 de maig de 1198. Pere el Catòlic va envair la merindat de Sangüesa prenent Aibar i la vila i el castell de Burgui i Alfons VIII per Àlaba prenent Miranda de Ebro i Inzura. La campanya va finalitzar al juliol de 1198. Comprovada la debilitat navarresa i considerat trencat el tractat de pau de 1179, Alfons VIII va reiniciar la seva ofensiva al maig de 1199. Des de Pancorbo el 6 de maig va avançar cap a Miranda dirigint-se a Àlaba, Duranguesat i Guipúscoa arribant a la planura alabesa amb resistències de les fortaleses de les tinences de Treviño, Portilla, Toloño, Laguardia, Assa i coves d'Arana. Les tropes van prosseguir i van posar setge a Vitòria que es va iniciar abans del 5 de juny de 1199 que va resistir vuit mesos. Sanç VII va acudir a terres almohade per aconseguir un atac a Castella que obligués al seu exèrcit a aixecar el setge de Vitòria, que no va fructificar. Al mateix temps els castellans havien anat conquistant Àlaba (exceptuant Laguardia, Labraza i Bernedo) i Guipúscoa, aquesta última mitjançant negociació, però una vegada que l'exèrcit castellà havia entrat al seu territori. El rei de Castella va entrar a Guipúscoa i Portilla i Treviño es van lliurar mitjançant negociació a canvi de Miranda i Inzura. Les conquestes castellanes foren confirmades pel Tractat de Guadalajara el 29 d'octubre de 1207.
Des de llavors les seves relacions van millorar, sobretot després de la decisiva participació de Sanç a la batalla de Las Navas de Tolosa de 1212, on va obtenir un enorme botí. En aquesta batalla, les tropes de Sanç el Fort van arribar fins a la tenda del Miramamolí tallant les cadenes que la protegien. En record d'aquesta gesta, el rei Sanç VIII va fer substituir l'escut del regne navarrès (camp d'or amb àguila de sable) per un de camp de gules amb cadenes d'or, disseny que ha perviscut fins avui dia a l'escut de Navarra, símbol oficial de la Comunitat Foral de Navarra.
Van ser millors les seves relacions amb els territoris ultrapirinencs, on diversos senyors es van declarar els seus vassalls, i fins i tot va signar un tractat en favor de Joan Sense Terra el 1202, i amb els reis aragonesos Pere el Catòlic i Jaume el Conqueridor.
Sanç VII i Jaume I van signar el 1231 el tractat de Tudela, que no va arribar a complir-se, pel qual acordaven que aquell dels dos que sobrevisqués a l'altre, ocuparia el regne sense obstacles.

## Successió
Després de la batalla de Las Navas de Tolosa, Sanç VII es retirà en un monestir de Tudela i la seva germana Blanca de Navarra exercí de regent. Fou enterrat a la Col·legiata de Roncesvalls.
A la mort sense descendència de Sanç VII, va pujar al tron a Tudela el 7 d'abril de 1234 el seu nebot Teobald, amb el qual va començar a regnar a Navarra la dinastia Xampanya.